# Полиб
По́либ (др.-греч. Πόλυβος) — в древнегреческой мифологии царь Коринфа, муж Перибеи или Меропы, отец Алкинои. Усыновил младенца Эдипа, брошенного на горе Киферон.
Евсевий Кесарийский в «Хронике» указывал срок царствование Полиба в 40—45 лет.
О Полибе часто говорят главные герои трагедии Софокла «Царь Эдип».